# Autoportrait aux lunettes
Pour les articles homonymes, voir Autoportrait (homonymie).
L’autoportrait aux lunettes, est une huile sur toile réalisée par Francisco de Goya vers 1800 qui le représente. Le portrait présente de fortes similitudes avec l’autoportrait peint dans sa jeunesse entre 1769 et 1775. L’œuvre est connue en deux versions, l'une conservée au musée Goya de Castres et l'autre au musée Bonnat-Helleu à Bayonne.

## Contexte de l'œuvre
En 1800, Goya est au sommet de sa gloire. Peintre de la cour du roi, académicien de San Fernando, il est en outre le peintre à la mode pour l’aristocratie et la haute bourgeoisie. Touché de surdité, il travaille en parallèle sur des thèmes plus personnels, tels que ses peintures sauvages — sorcellerie et cannibalisme — ou les Caprices.
Pour le musée Goya, cette œuvre est avant tout à mettre en relation avec son autoportrait de jeunesse, de même format, aux coloris proches, où le jeune homme de la première toile est remplacé par un homme mûr avec quelques cheveux blancs, et qui permet de mesurer le chemin parcouru par le peintre, comparant la « maestria atteinte », « la fulgurance du rendu » et « l’économie de moyen » de son portrait à son apogée avec celle de ses débuts.
Tant Jean-Louis Augé, conservateur du musée de Castres, comme la Fondation Goya en Aragon soulignent la proximité de la pose de cet autoportrait avec celle du peintre dans la Famille de Charles IV dont il avait reçu la commande durant l’année et qui fut peinte en 1800.

## Description du tableau
Goya s’est représenté de trois quarts, le regard sérieux et fatigué, observant le spectateur qui se trouve mis ici dans la position du peintre.
Il porte un vêtement de velours vert, une large cravate blanche enserrant tout son cou, on devine les épaules à peine suggérées. Les textures sont rendues par des glacis et des jeux de lumière — sur les boutons où ils donnent du volume — le visage et la veste sont peu éclairés, de face.
Pour le musée de Goya Castres, « d'apparence “anarchiques” dans leur pose très empâtée, quand on les considère à peu de distance, ces glacis révèlent […] leur pertinence quand on s'éloigne de l'œuvre ».

## Authenticité
Des études de 2015 affirment que la toile conservée à Bayonne est l'original et précède la copie conservée à Castres. Jean-Louis Augé, conservateur de ce second musée, confirme que la toile exposée dans son musée serait une réplique autographe de la toile de Bayonne.

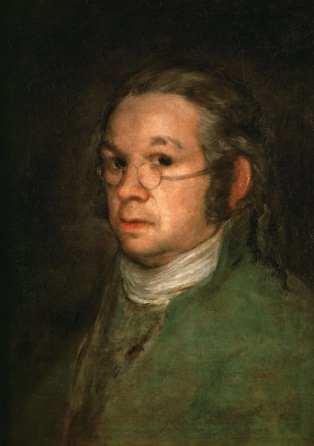
Version du musée Bonnat-Helleu de Bayonne (54 × 39,5 cm).
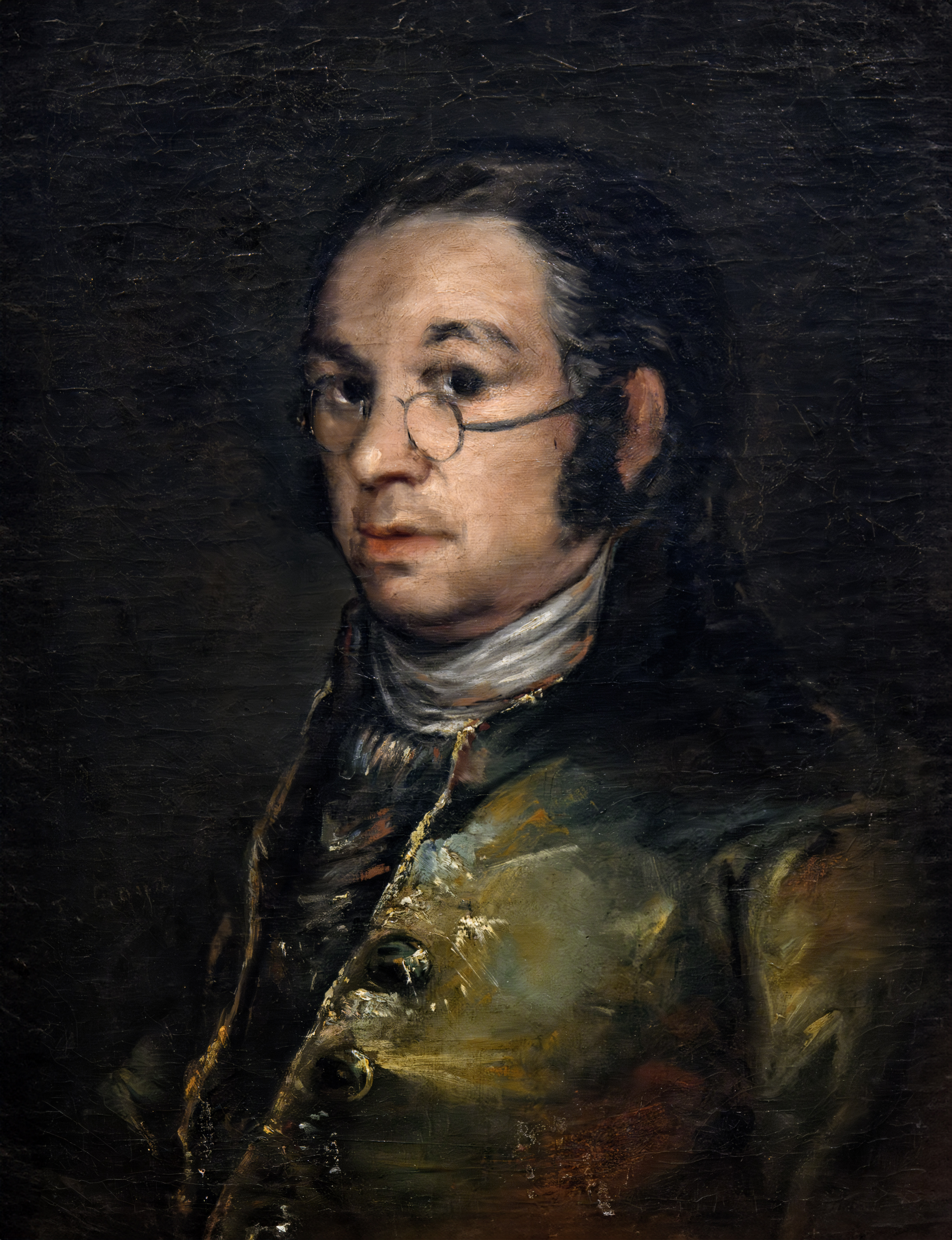
Version du musée Goya de Castres (61,5 × 47,8 cm).